# Шишур
Шишур (мар. Пӱгӧвож) — опустевшая деревня в Новоторъяльском районе Республики Марий Эл. Входит в состав Пектубаевского сельского поселения.

## География
Находится в северо-восточной части республики Марий Эл на расстоянии приблизительно 18 км по прямой на запад-северо-запад от районного центра посёлка Новый Торъял.

## История
Известна с 1836 года как починок казённый Пиковожка, который насчитывал 7 дворов, в которых проживали 112 жителей. В 1867 году в 24 дворах проживали 186 жителей, в 1905 было 36 дворов и 237 жителей. В 1925 году в деревне в 43 дворах проживали 312 человек, русские. В 1973 году в Пиковожке насчитывалось 12 хозяйств, 47 жителей, в 1981 году в 9 дворах было уже 23 жителя, в 1988 году осталось ещё всего 3 дома и 16 жителей, в том числе 6 трудоспособных. В советское время работал колхоз имени Карла Маркса.

## Население
Население не было учтено как в 2002 году, так и в 2010.

## Известные уроженцы
Полянин Иван Васильевич (1920—1999) — марийский советский государственный и хозяйственный деятель. Депутат Верховного Совета СССР V созыва (1958—1962). Член ВКП(б) с 1943 года. Участник Великой Отечественной войны.